# De Havilland Canada
de Havilland Canada, ofte forkortet DHC, var en canadisk flyproducent med faciliteter i Toronto, Ontario, som lavede propelfly.
DHC blev grundlagt i 1928 af britiske de Havilland Aircraft Company. Selskabet blev senere solgt til Boeing og i 1992 videresolgt til canadiske Bombardier, hvor det indgår i aerospace-divisionen. I dag er det rettighederne til de fleste af flyene solgt til Viking Air i Victoria.
Firmaet har blandt andet produceret SAS' Dash-8 Q400 fly, som blev grounded pga. 2 nødlandinger i september 2007.
De Havilland Canadas største succes har formentlig været med de legendariske Twin Otters (de Havilland Canada DHC-6 Twin Otter, også betegnet som Dash-6), et to-motorers turbo-propelfly, som har været et af de mest anvendte til vanskelige STOL-flyvninger (STOL = Short Take Off and Landing). Flyet blev produceret i perioden 1965-1988, og hovedparten af de 884 producerede fly flyver fortsat.
- Wikimedia Commons har flere filer relateret til De Havilland Canada

| Canada | Spire Denne artikel om et firma eller en virksomhed i Canada er en spire som bør udbygges. Du er velkommen til at hjælpe Wikipedia ved at udvide den. |